# Emma Guidi
Emma Guidi (Ancona, 4 ottobre 1996) è una calciatrice italiana, portiere del Como 1907.

## Carriera

### Club
Nata ad Ancona nel 1996, ha iniziato a giocare a calcio a 9 anni, con i maschi, al Montemarciano, squadra del suo comune. 
A 14 anni è passata all'E.D.P. Jesina, e dopo 2 stagioni nelle giovanili, ha esordito in prima squadra l'11 novembre 2012, giocando titolare nella gara in trasferta contro il Gordige, alla 6ª giornata di Serie A2, vinta per 2-0. Dopo essere arrivata 3ª in A2 e 7ª e 4ª nelle 2 successive stagioni in Serie B, nella stagione 2015-2016 vince il girone C della seconda serie e ottiene la prima promozione di sempre in Serie A della squadra della provincia anconetana. Fa il suo debutto in massima serie il 1º ottobre 2016, al 1º turno di campionato, partendo titolare nel match casalingo con l'AGSM Verona, perso per 3-1. Termina l'annata con il 12º e ultimo posto in classifica, retrocedendo in Serie B e chiudendo l'esperienza alla L.F. Jesina dopo 5 stagioni con un totale di 67 presenze e 98 gol subiti.
Nell'estate 2017 è passata al San Zaccaria, rimanendo così in Serie A. Ha debuttato in campionato al 1º turno, il 30 settembre, partendo titolare nell'1-1 sul campo del Empoli. Ha terminato la stagione con 22 gare giocate e 41 reti subite, arrivando all'11º posto e retrocedendo in Serie B allo spareggio salvezza contro la Pink Sport Time.
Nella stagione 2018-2019 è scesa in Serie B, firmando con le romane della Roma CF. Ha esordito in campionato alla 1ª giornata, il 14 ottobre 2018, giocando titolare nella vittoria per 2-1 in casa contro il Castelvecchio.
Dopo due stagioni in giallorosso cambia sponda della Capitale, accordandosi per la stagione 2020-2021 con la Lazio, sempre in Serie B. Ha giocato con la maglia biancoceleste per quattro stagioni consecutive, durante la quali ha conquistato due promozioni in Serie A e ha giocato una sola stagione in massima serie. Nell'estate 2024 ha lasciato la Lazio e si è accordata per la stagione 2024-25 col Como 1907, partecipante al campionato di Eccellenza nel girone lombardo.

### Nazionale
Nell'ottobre 2011 è stata convocata per la prima volta nelle rappresentative giovanili azzurre, precisamente dall'Under-17 allenata da Enrico Sbardella per le qualificazioni all'Europeo di categoria 2012 di Nyon. Chiamata anche ad aprile 2013 per le qualificazioni all'Europeo di quell'anno, non è riuscita ad esordire in gara ufficiale. 
Nel settembre 2013 ha esordito in Under-19 nelle qualificazioni all'Europeo 2014 in Norvegia, venendo schierata titolare nel 2-2 contro la Slovenia del 21 settembre. In seguito ha disputato anche la gara successiva contro il Portogallo e quella con il Kazakistan l'anno successivo nelle qualificazioni ad Euro 2015 in Israele.
Nel 2015 ha fatto parte delle prime convocate di sempre nella nuova Nazionale Under-23 e nel marzo 2018 è stata convocata per il Torneo di La Manga.
A fine maggio, sempre nel 2018, è arrivata la prima convocazione in nazionale maggiore, per la sfida dell'8 giugno contro il Portogallo a Firenze, valida per le qualificazioni al Mondiale di Francia 2019. Guidi è rimasta in panchina come riserva di Rosalia Pipitone, a causa delle assenze contemporanee di Laura Giuliani e Chiara Marchitelli, festeggiando grazie al successo per 3-0 il ritorno delle azzurre ad un Mondiale dopo 20 anni.

## Statistiche

### Presenze e reti nei club
Statistiche aggiornate al 1º luglio 2024.
| Stagione                    | Squadra                     | Campionato                  | Campionato | Campionato | Coppe nazionali | Coppe nazionali | Coppe nazionali | Coppe continentali | Coppe continentali | Coppe continentali | Altre coppe | Altre coppe | Altre coppe | Totale | Totale |
| Stagione                    | Squadra                     | Comp                        | Pres       | Reti       | Comp            | Pres            | Reti            | Comp               | Pres               | Reti               | Comp        | Pres        | Reti        | Pres   | Reti   |
| --------------------------- | --------------------------- | --------------------------- | ---------- | ---------- | --------------- | --------------- | --------------- | ------------------ | ------------------ | ------------------ | ----------- | ----------- | ----------- | ------ | ------ |
| 2012-2013                   | E.D.P. Jesina               | A2                          | 2          | -1         | CI              | ?               | -?              | -                  | -                  | -                  | -           | -           | -           | 2      | -1     |
| 2013-2014                   | E.D.P. Jesina               | B                           | 12         | -11        | CI              | ?               | -?              | -                  | -                  | -                  | -           | -           | -           | 12     | -11    |
| 2014-2015                   | E.D.P. Jesina               | B                           | 16         | -13        | CI              | ?               | -?              | -                  | -                  | -                  | -           | -           | -           | 16     | -13    |
| 2015-2016                   | E.D.P. Jesina               | B                           | 18         | -18        | CI              | ?               | -?              | -                  | -                  | -                  | -           | -           | -           | 18     | -18    |
| 2016-2017                   | E.D.P. Jesina               | A                           | 17         | -50        | CI              | 2               | -5              | -                  | -                  | -                  | -           | -           | -           | 19     | -55    |
| Totale E.D.P. Jesina/Jesina | Totale E.D.P. Jesina/Jesina | Totale E.D.P. Jesina/Jesina | 65         | -93        | -               | 2               | -5              | -                  | -                  | -                  | -           | -           | -           | 67     | -98    |
| 2017-2018                   | San Zaccaria                | A                           | 19+1       | -37+-3     | CI              | 2               | -1              | -                  | -                  | -                  | -           | -           | -           | 22     | -41    |
| 2018-2019                   | Roma CF                     | B                           | 20         | -27        | CI              | 4               | -10             | -                  | -                  | -                  | -           | -           | -           | 24     | -37    |
| 2019-2020                   | Roma CF                     | B                           | 12         | -20        | CI              | 0               | 0               | -                  | -                  | -                  | -           | -           | -           | 24     | -37    |
| Totale Roma C.F.            | Totale Roma C.F.            | Totale Roma C.F.            | 32         | -47        | -               | 4               | -10             | -                  | -                  | -                  | -           | -           | -           | 36     | -57    |
| 2020-2021                   | Lazio                       | B                           | 24         | -20        | CI              | ?               | ?               | -                  | -                  | -                  | -           | -           | -           | 24     | -20    |
| 2021-2022                   | Lazio                       | A                           | 2          | 0          | CI              | 0               | 0               | -                  | -                  | -                  | -           | -           | -           | 0      | 0      |
| 2022-2023                   | Lazio                       | B                           | 29         | -20        | CI              | 2               | -8              | -                  | -                  | -                  | -           | -           | -           | 31     | -28    |
| 2023-2024                   | Lazio                       | B                           | 28         | -16        | CI              | 2               | -3              | -                  | -                  | -                  | -           | -           | -           | 30     | -19    |
| Totale Lazio                | Totale Lazio                | Totale Lazio                | 83         | -56        | -               | 4               | -11             | -                  | -                  | -                  | -           | -           | -           | 87     | -67    |
| Totale carriera             | Totale carriera             | Totale carriera             | 200        | -236       | -               | 12              | -27             | -                  | -                  | -                  | -           | -           | -           | 212    | -263   |

## Palmarès

### Club
- Campionato italiano di Serie B: 3

Lazio: 2020-2021, 2023-2024
E.D.P. Jesina: 2015-2016 (girone B)